# Фредерик Бантинг
 Фредерик Грант Бантинг (на английски: Frederick Grant Banting) е канадски физиолог и лекар, професор в Торонто, един от откривателите на инсулина.
Лауреат е на Нобелова награда за физиология или медицина с Джон Маклауд през 1923 г. за откриването на инсулина. Бантинг разделя паричната награда със своя колега доктор Чарлз Бест. Канадското правителство му осигурява доживотно условия да провежда научната си работа. През 1934 г. е посветен в рицарство от крал Джордж V.
Умира от раните си, получени при самолетна катастрофа на 21 февруари 1941 г. на остров Нюфаундленд.